# Emilio Sánchez
Emilio Sánchez (n. 29 mai 1965, Madrid, Noua Castilie⁠(d), Spania) este un jucător de tenis spaniol, medaliat olimpic. A participat la 3 ediții ale Jocurilor Olimpice (1984, 1988, 1992) în care a câștigat o medalie de argint.